# Anisogona simana
Anisogona simana es una especie de polilla de la familia Tortricidae. Se encuentra en Australia.